# Joseph Morin (1854-1930)
Pour les articles homonymes, voir Joseph Morin et Morin.
Joseph Morin (24 février 1854 - 2 mars 1930) était un notaire et une personnalité politique québécoise.
Il a représenté la circonscription provinciale de Saint-Hyacinthe à l'Assemblée législative du Québec de 1900 à 1908 en tant que libéral.

## Biographie
Il est né à Saint-Hyacinthe, alors dans le Canada-Est. Il est le fils de Pierre Morin et de Tharsille Vasseur. Il a fait ses études au Séminaire de Saint-Hyacinthe. Il a obtenu son diplôme de notaire en 1878 et exerce à Saint-Hyacinthe de 1878 à 1908, en association avec Michel-Esdras Bernier.
En 1882, il épouse Marie-Louise-Laetitia Bourgoin. Joseph Morin est secrétaire-trésorier de la société agricole de Saint-Hyacinthe et président du conseil agricole de Québec de 1906 à 1908. Il a été élu sous la bannière du Parti libéral du Québec en 1900 et en 1904, puis il fut défait en 1908. Morin a été vérificateur pour la province de Québec de 1909 à 1929.
Il meurt à Saint-Hyacinthe à l'âge de 76 ans.
Son fils, René Morin, a été député de la circonscription fédérale de Saint-Hyacinthe—Rouville et il fut le premier président francophone de la Société Radio-Canada.